# Liriomyza lituanica
Liriomyza lituanica är en tvåvingeart som beskrevs av Pakalniskis 1992. Liriomyza lituanica ingår i släktet Liriomyza och familjen minerarflugor.
Artens utbredningsområde är Litauen. Inga underarter finns listade i Catalogue of Life.